# Louisa Nécibová
Louisa Nécibová (* 23. ledna 1987 Marseille) je francouzská fotbalistka. Hraje nejčastěji v záloze, střílí pravou nohou. Kvůli alžírskému původu a výjimečné míčové technice bývá srovnávána se Zinédinem Zidanem, má přezdívku Ziza nebo Ženský Zidane.
S klubem Olympique Lyon získala v letech 2008-2015 osm francouzských titulů v řadě, v letech 2011 a 2012 vyhrála Ligu mistryň UEFA. V roce 2009 byla zvolena nejlepší hráčkou francouzské ligy. Ve francouzské reprezentaci odehrála 130 zápasů a vstřelila 33 branek, získala čtvrté místo na mistrovství světa ve fotbale žen 2011 (byla zařazena do all-stars týmu šampionátu) a na olympiádě 2012, vyhrála Kyperský pohár v letech 2012 a 2014.
Studuje tělovýchovu na Université Claude-Bernard-Lyon-I.